# Futbol'nyj Klub Spartak Moskva 2014-2015
Questa voce raccoglie le informazioni riguardanti lo Spartak Mosca nelle competizioni ufficiali della stagione 2014-2015.

## Stagione
Escluso dalle coppe europee a causa della deludente stagione precedente, la squadra ripeté di fatto gli stessi risultati, finendo nuovamente al sesto posto in campionato e uscendo dalla coppa agli ottavi (vittoria esterna con lo Smena K.N.A. ai sedicesimi e sconfitta esterna col Rubin nel turno successivo).

## Rosa
| N. |                      | Ruolo | Calciatore         |
| -- | -------------------- | ----- | ------------------ |
| 1  | Russia (bandiera)    | P     | Anton Mitrjuškin   |
| 2  | Argentina (bandiera) | D     | Juan Insaurralde   |
| 3  | Russia (bandiera)    | D     | Sergej Bryzgalov   |
| 4  | Russia (bandiera)    | D     | Sergej Paršivljuk  |
| 7  | Georgia (bandiera)   | C     | Jano Ananidze      |
| 8  | Russia (bandiera)    | C     | Denis Glušakov     |
| 10 | Armenia (bandiera)   | A     | Yura Movsisyan     |
| 11 | Armenia (bandiera)   | C     | Aras Özbiliz       |
| 15 | Brasile (bandiera)   | C     | Rômulo             |
| 19 | Spagna (bandiera)    | C     | José Manuel Jurado |
| 20 | Germania (bandiera)  | C     | Patrick Ebert      |

| N. |                        | Ruolo | Calciatore              |
| -- | ---------------------- | ----- | ----------------------- |
| 21 | Svezia (bandiera)      | C     | Kim Källström           |
| 23 | Russia (bandiera)      | D     | Dmitrij Kombarov        |
| 24 | Paesi Bassi (bandiera) | C     | Quincy Promes           |
| 25 | Russia (bandiera)      | C     | Dinijar Biljaletdinov   |
| 30 | Russia (bandiera)      | P     | Sergej Pes'jakov        |
| 32 | Russia (bandiera)      | P     | Artem Rebrov (capitano) |
| 34 | Russia (bandiera)      | D     | Evgenij Makeev          |
| 35 | Germania (bandiera)    | D     | Serdar Taşçı            |
| 49 | Georgia (bandiera)     | C     | Jano Ananidze           |
| 51 | Russia (bandiera)      | C     | Dmitrij Kajumov         |
| 55 | Brasile (bandiera)     | D     | João Carlos             |

## Risultati

### Campionato
| Kazan' 1 agosto 2014 1ª giornata | Rubin | 0 – 4 referto | Spartak Mosca | Stadio Centrale di Kazan' |

| Chimki 10 agosto 2014 2ª giornata | Dinamo Mosca | 1 – 2 referto | Spartak Mosca | Arena Chimki |

| Krasnodar 14 agosto 2014 3ª giornata | Krasnodar | 4 – 0 referto | Spartak Mosca | Stadio Kuban' |

| Chimki 17 agosto 2014 4ª giornata | CSKA Mosca | 0 – 1 referto | Spartak Mosca | Arena Chimki |

| Perm' 23 agosto 2014 5ª giornata | Ufa | 1 – 2 referto | Spartak Mosca | Stadio Zvezda |

| Perm' 30 agosto 2014 6ª giornata | Amkar Perm' | 2 – 0 referto | Spartak Mosca | Stadio Zvezda |

| Mosca 14 settembre 2014 7ª giornata | Spartak Mosca | 3 – 1 referto | Torpedo Mosca | Otkrytie Arena |

| Mosca 20 settembre 2014 8ª giornata | Spartak Mosca | 1 – 1 referto | Terek Groznyj | Otkrytie Arena |

| San Pietroburgo 27 settembre 2014 9ª giornata | Zenit San Pietroburgo | 0 – 0 referto | Spartak Mosca | Stadio Petrovskij |

| Ekaterinburg 19 ottobre 2014 10ª giornata | Ural | 2 – 0 referto | Spartak Mosca | Stadio Centrale di Kazan' |

| Mosca 26 ottobre 2014 11ª giornata | Spartak Mosca | 1 – 1 referto | Lokomotiv Mosca | Otkrytie Arena |

| Krasnodar 2 novembre 2014 12ª giornata | Kuban' | 3 – 3 referto | Spartak Mosca | Stadio Kuban' |

| Mosca 9 novembre 2014 13ª giornata | Spartak Mosca | 2 – 0 referto | Arsenal Tula | Otkrytie Arena |

| Mosca 23 novembre 2014 14ª giornata | Spartak Mosca | 4 – 2 referto | Mordovija | Otkrytie Arena |

| Mosca 30 novembre 2014 15ª giornata | Lokomotiv Mosca | 1 – 0 referto | Spartak Mosca | Stadio Lokomotiv |

| Mosca 4 dicembre 2014 16ª giornata | Spartak Mosca | 1 – 1 referto | Rostov | Otkrytie Arena |

| Mosca 8 dicembre 2014 17ª giornata | Spartak Mosca | 2 – 0 referto | Ural | Otkrytie Arena |

| Mosca 8 marzo 2015 18ª giornata | Spartak Mosca | 1 – 3 referto | Krasnodar | Otkrytie Arena |

| Mosca 15 marzo 2015 19ª giornata | Spartak Mosca | 1 – 0 referto | Dinamo Mosca | Otkrytie Arena |

| Mosca 21 marzo 2015 20ª giornata | Torpedo Mosca | 0 – 1 referto | Spartak Mosca | Otkrytie Arena |

| Mosca 4 aprile 2015 21ª giornata | Spartak Mosca | 1 – 1 referto | Kuban' | Otkrytie Arena |

| Tula 9 aprile 2015 22ª giornata | Arsenal Tula | 1 – 0 referto | Spartak Mosca | Stadio Arsenal |

| Rostov sul Don 13 aprile 2015 23ª giornata | Rostov | 2 – 1 referto | Spartak Mosca | Stadio Olimp-2 |

| Saransk 18 aprile 2015 24ª giornata | Mordovija | 1 – 3 referto | Spartak Mosca | Start Stadion |

| Mosca 26 aprile 2015 25ª giornata | Spartak Mosca | 1 – 0 referto | Rubin | Otkrytie Arena |

| Mosca 2 maggio 2015 26ª giornata | Spartak Mosca | 1 – 1 referto | Zenit San Pietroburgo | Otkrytie Arena |

| Groznyj 11 maggio 2015 27ª giornata | Terek Groznyj | 4 – 2 referto | Spartak Mosca | Achmat-Arena |

| Mosca 17 maggio 2015 28ª giornata | Spartak Mosca | 0 – 4 referto | CSKA Mosca | Otkrytie Arena |

| Mosca 23 maggio 2015 29ª giornata | Spartak Mosca | 1 – 2 referto | Ufa | Otkrytie Arena |

| Mosca 30 maggio 2015 30ª giornata | Spartak Mosca | 3 – 3 referto | Amkar Perm' | Otkrytie Arena |

### Coppa di Russia
| Komsomol'sk-na-Amure 23 settembre 2014 Sedicesimi di finale | Smena K.N.A. | 0 – 1 referto | Spartak Mosca | Stadio Avangard |

| Kazan' 30 ottobre 2014 Ottavi di finale | Rubin | 2 – 0 referto | Spartak Mosca | Kazan Arena |